# Shahnaz Pahlaví
Shahnaz Pahlaví (en persa: شهناز پهلوی, Shahnâz Pahlavi o Šahnāz Pahlavi; Teherán, 27 de octubre de 1940) es la primera hija del último Shah de Irán, Mohammad Reza Pahlaví, y de su primera esposa, la princesa Fawzia de Egipto.

## Biografía

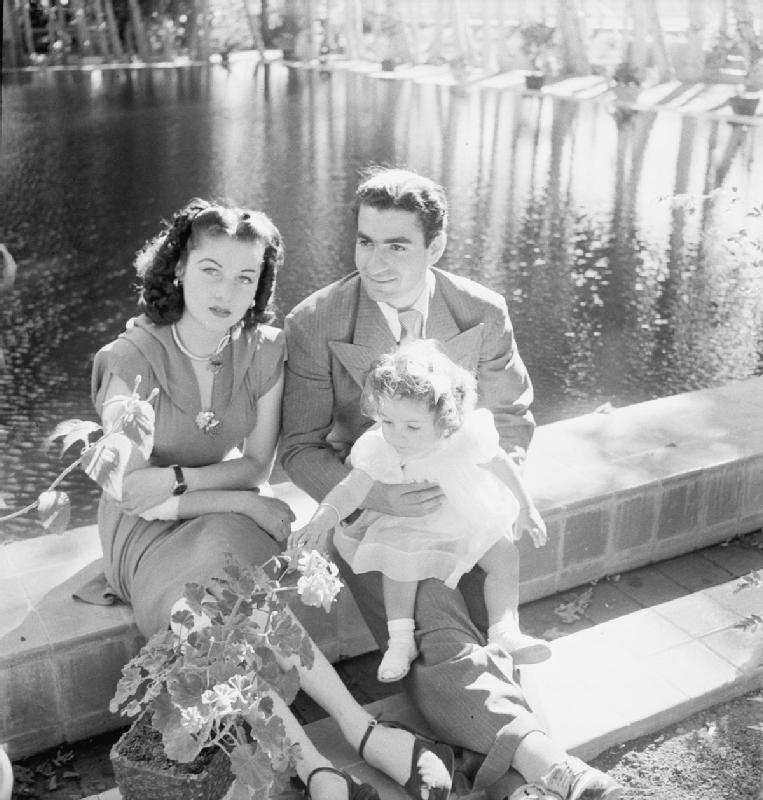
La princesa Shahnaz con sus padres, durante la Segunda Guerra Mundial.

Se casó en primeras nupcias con Ardeshir Zahedí el 11 de octubre de 1957 en el Palacio de Golestán. Él fue primero, ministro de Asuntos exteriores iraní y, posteriormente, embajador en los Estados Unidos (1957-1964 y 1972-1979) y en el Reino Unido. Tuvieron una hija, la princesa Zahra Mahnaz Zahedí (Teherán, 2 de diciembre de 1958), titulada «Vala Goharí».
Divorciados en 1964, Shahnaz volvió a casarse con Josró Yahanbaní en febrero de 1971 en la embajada de Irán en París; fruto de este matrimonio tuvieron un hijo, Keijosró Yahanbaní (20 de noviembre de 1971) y una hija, Fawzia Yahanbaní (1973). La princesa desde la Revolución de Irán ha vivido en Suiza. Su segundo esposo falleció el 16 de abril de 2014 en Ginebra.
Shahnaz es hermana de padre del príncipe heredero Reza Ciro Pahlaví, de la princesa Farahnaz Pahlaví, príncipe Alí Reza Pahlaví (fallecido), y de la princesa Leila Pahlaví (fallecida) - los cuatro hijos del sah y su tercera esposa, la shahbanou Farah Diba.
Sus abuelos maternos fueron el rey Fuad I y Nazli Sabri de Egipto; y los paternos el sah Reza Pahlaví y Tadj ol-Molouk de Irán. Por tanto, es sobrina carnal del desaparecido rey Faruq de Egipto.
Su nombre, Shahnaz, significa "el orgullo del Shah".

## Títulos y tratamientos
| ● 1940-1979:     | Su alteza imperial la princesa Shahnaz de Irán (1) |
| ● 1979-presente: | Shahnaz Pahlaví                                    |

1. Fuera de Irán y en círculos monárquicos y contrarios a la república islámica, sigue manteniendo este tratamiento hasta la actualidad; si bien oficialmente en Irán está revocado.

## Distinciones honoríficas

### Distinciones honoríficas iraníes
- Dama de la Orden de las Pléyades [de segunda clase] (11/10/1957).[1]
- Dama de la Orden del Sol [de segunda clase] (26/09/1967).[1]
- Medalla Conmemorativa de la Coronación de Mohammad Rezā Shāh Pahlaví (26/10/1967).
- Medalla Conmemorativa del 2.500 Aniversario del Imperio de Irán (14/10/1971).
- Medalla Conmemorativa de la Celebración del 2.500 Aniversario del Imperio de Irán (15/10/1971).

## Ancestros
|  |                                                      |  |  |  |  |  |  |  |  |  |  |  |  |  |  |  |
|  | 16. Capitán Murad Ali Khan                           |  |  |  |  |  |  |  |  |  |  |  |  |  |  |  |
|  |                                                      |  |  |  |  |  |  |  |  |  |  |  |  |  |  |  |
|  |                                                      |  |  |  |  |  |  |  |  |  |  |  |  |  |  |  |
|  | 8. Mayor Abbas Ali Khan                              |  |  |  |  |  |  |  |  |  |  |  |  |  |  |  |
|  |                                                      |  |  |  |  |  |  |  |  |  |  |  |  |  |  |  |
|  |                                                      |  |  |  |  |  |  |  |  |  |  |  |  |  |  |  |
|  | 4. Shah Reza Pahlaví de Irán                         |  |  |  |  |  |  |  |  |  |  |  |  |  |  |  |
|  |                                                      |  |  |  |  |  |  |  |  |  |  |  |  |  |  |  |
|  |                                                      |  |  |  |  |  |  |  |  |  |  |  |  |  |  |  |
|  | 9. Noush Afarin Ayromlou                             |  |  |  |  |  |  |  |  |  |  |  |  |  |  |  |
|  |                                                      |  |  |  |  |  |  |  |  |  |  |  |  |  |  |  |
|  |                                                      |  |  |  |  |  |  |  |  |  |  |  |  |  |  |  |
|  | 2. Shah Mohammad Reza Pahlaví de Irán                |  |  |  |  |  |  |  |  |  |  |  |  |  |  |  |
|  |                                                      |  |  |  |  |  |  |  |  |  |  |  |  |  |  |  |
|  |                                                      |  |  |  |  |  |  |  |  |  |  |  |  |  |  |  |
|  | 10. General Teymūr Khan Ayromlou                     |  |  |  |  |  |  |  |  |  |  |  |  |  |  |  |
|  |                                                      |  |  |  |  |  |  |  |  |  |  |  |  |  |  |  |
|  |                                                      |  |  |  |  |  |  |  |  |  |  |  |  |  |  |  |
|  | 5. Nimtaj Ayromlou                                   |  |  |  |  |  |  |  |  |  |  |  |  |  |  |  |
|  |                                                      |  |  |  |  |  |  |  |  |  |  |  |  |  |  |  |
|  |                                                      |  |  |  |  |  |  |  |  |  |  |  |  |  |  |  |
|  | 11. Zahra Khanum                                     |  |  |  |  |  |  |  |  |  |  |  |  |  |  |  |
|  |                                                      |  |  |  |  |  |  |  |  |  |  |  |  |  |  |  |
|  |                                                      |  |  |  |  |  |  |  |  |  |  |  |  |  |  |  |
|  | 1. Princesa Shahnaz de Irán                          |  |  |  |  |  |  |  |  |  |  |  |  |  |  |  |
|  |                                                      |  |  |  |  |  |  |  |  |  |  |  |  |  |  |  |
|  |                                                      |  |  |  |  |  |  |  |  |  |  |  |  |  |  |  |
|  | 24. Ibrahim Bajá, Valí de Egipto                     |  |  |  |  |  |  |  |  |  |  |  |  |  |  |  |
|  |                                                      |  |  |  |  |  |  |  |  |  |  |  |  |  |  |  |
|  |                                                      |  |  |  |  |  |  |  |  |  |  |  |  |  |  |  |
|  | 12. Ismail Bajá, Jedive de Egipto                    |  |  |  |  |  |  |  |  |  |  |  |  |  |  |  |
|  |                                                      |  |  |  |  |  |  |  |  |  |  |  |  |  |  |  |
|  |                                                      |  |  |  |  |  |  |  |  |  |  |  |  |  |  |  |
|  | 25. Hoshiar Walda                                    |  |  |  |  |  |  |  |  |  |  |  |  |  |  |  |
|  |                                                      |  |  |  |  |  |  |  |  |  |  |  |  |  |  |  |
|  |                                                      |  |  |  |  |  |  |  |  |  |  |  |  |  |  |  |
|  | 6. Rey Fuad I de Egipto                              |  |  |  |  |  |  |  |  |  |  |  |  |  |  |  |
|  |                                                      |  |  |  |  |  |  |  |  |  |  |  |  |  |  |  |
|  |                                                      |  |  |  |  |  |  |  |  |  |  |  |  |  |  |  |
|  | 13. Ferial Hanem                                     |  |  |  |  |  |  |  |  |  |  |  |  |  |  |  |
|  |                                                      |  |  |  |  |  |  |  |  |  |  |  |  |  |  |  |
|  |                                                      |  |  |  |  |  |  |  |  |  |  |  |  |  |  |  |
|  | 3. Princesa Fawzia de Egipto                         |  |  |  |  |  |  |  |  |  |  |  |  |  |  |  |
|  |                                                      |  |  |  |  |  |  |  |  |  |  |  |  |  |  |  |
|  |                                                      |  |  |  |  |  |  |  |  |  |  |  |  |  |  |  |
|  | 14. Abdel Rahim Sabri Pasha, Gobernador de El Cairo  |  |  |  |  |  |  |  |  |  |  |  |  |  |  |  |
|  |                                                      |  |  |  |  |  |  |  |  |  |  |  |  |  |  |  |
|  |                                                      |  |  |  |  |  |  |  |  |  |  |  |  |  |  |  |
|  | 7. Nazli Sabri                                       |  |  |  |  |  |  |  |  |  |  |  |  |  |  |  |
|  |                                                      |  |  |  |  |  |  |  |  |  |  |  |  |  |  |  |
|  |                                                      |  |  |  |  |  |  |  |  |  |  |  |  |  |  |  |
|  | 30. Muhammad Sharif Pasha, primer ministro de Egipto |  |  |  |  |  |  |  |  |  |  |  |  |  |  |  |
|  |                                                      |  |  |  |  |  |  |  |  |  |  |  |  |  |  |  |
|  |                                                      |  |  |  |  |  |  |  |  |  |  |  |  |  |  |  |
|  | 15. Tewfika Hanim                                    |  |  |  |  |  |  |  |  |  |  |  |  |  |  |  |
|  |                                                      |  |  |  |  |  |  |  |  |  |  |  |  |  |  |  |
|  |                                                      |  |  |  |  |  |  |  |  |  |  |  |  |  |  |  |
|  | 31. Nazli Hanim                                      |  |  |  |  |  |  |  |  |  |  |  |  |  |  |  |
|  |                                                      |  |  |  |  |  |  |  |  |  |  |  |  |  |  |  |
|  |                                                      |  |  |  |  |  |  |  |  |  |  |  |  |  |  |  |